# Dorfweber
Der Dorfweber (Ploceus cucullatus, Syn.: Textor cucullatus), auch Textorweber genannt, ist eine Art aus der Familie der Webervögel (Ploceidae). Früher wurde er in die Gattung Textor eingeordnet.

## Erscheinungsbild

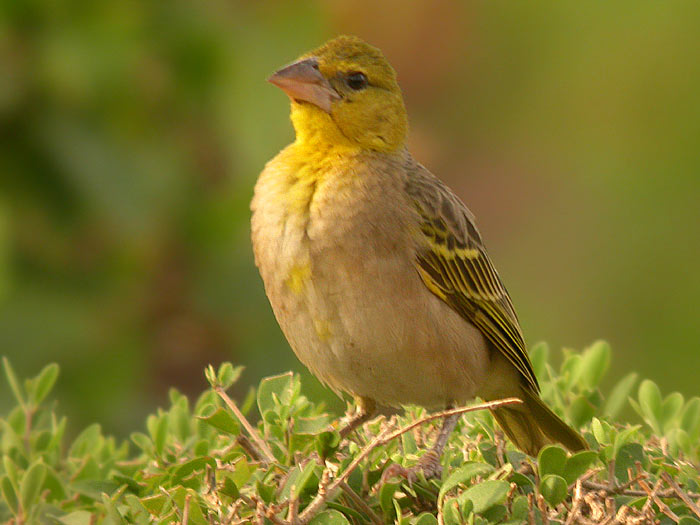
Dorfweber (Ploceus cucullatus) ♀

Der Dorfweber erreicht eine Körpergröße von 15 bis 18 Zentimeter. Die Männchen tragen während der Balzzeit ein leuchtend gelbes Gefieder. Kopf und Flügel sind dagegen schwarz befiedert. Außerhalb der Balzzeit ähnelt das Gefieder der Männchen dem der Weibchen. Es ist dann von grünlicher Färbung mit einer feinen Strichelung.

## Lebensweise

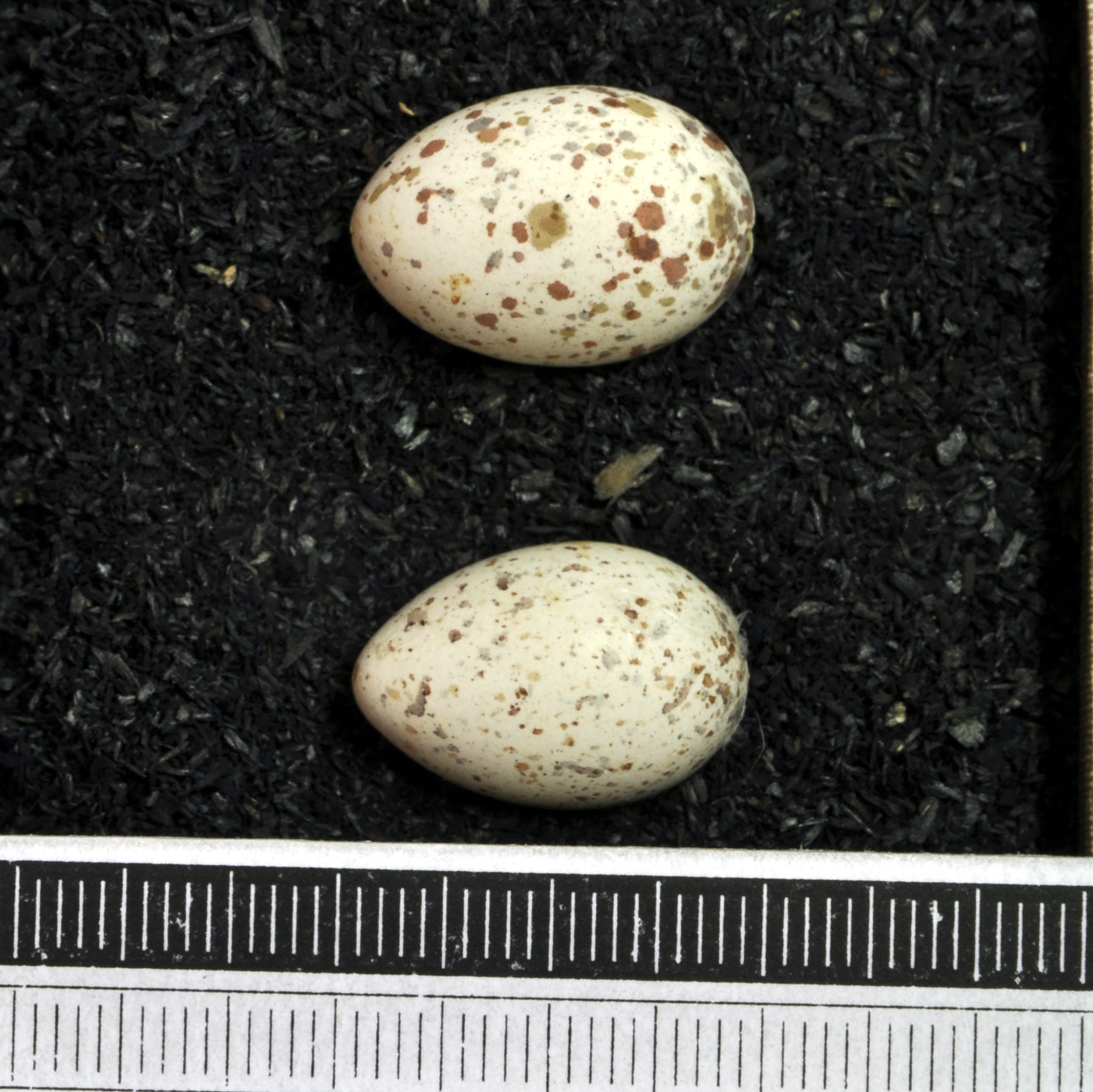
Gelege, Sammlung Museum Wiesbaden

Textorweber sind lebhafte und lautstarke Koloniebrüter, die ihre nierenförmigen Hängenester aus Gras dicht beieinander bauen. Während des Nestbaus kann man die Männchen häufig dabei beobachten, wie sie kopfüber mit flatternden Flügeln an Ästen hängen. 
Die Bebrütung der Eier und die Aufzucht der Jungvögel erfolgt überwiegend durch die Weibchen.

## Verbreitungs und Lebensraum
Dorfweber kommen vom Sudan und südlichem Äthiopien bis nach Angola und die Kapprovinz Südafrikas vor. Sie besiedeln in diesem Verbreitungsgebiet die Randbereiche von Wäldern sowie landwirtschaftlichen Anbauflächen und Dorfgebieten.

## Evolutionäre Abwehr gegen Brutparasitismus

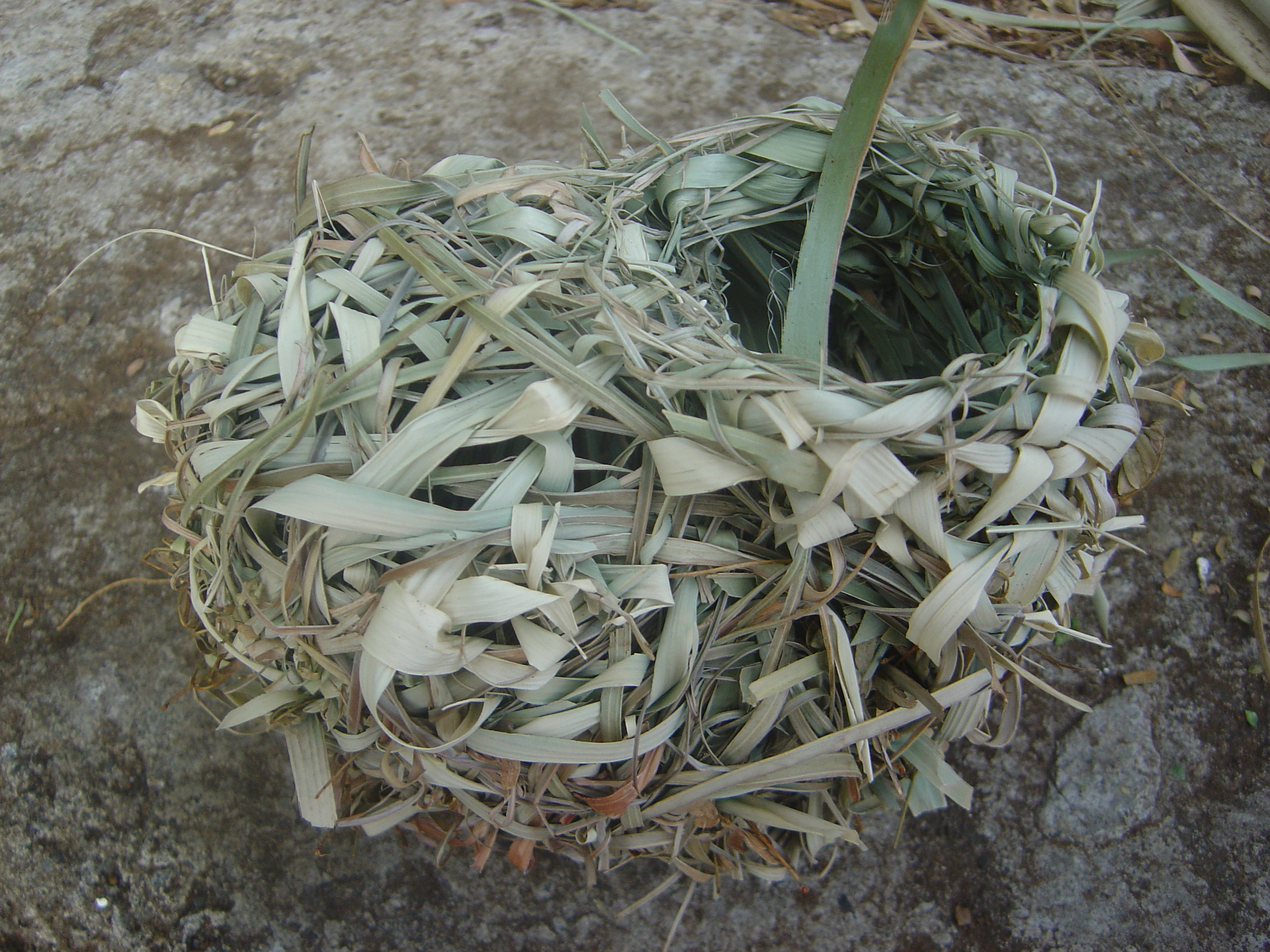
Ein heruntergefallenes Nest eines Dorfwebers

Dorfweber sind in den Regionen in Afrika häufig dem Brutparasitismus des Goldkuckucks (Chrysococcyx caprius) ausgesetzt. Im Laufe der Evolution haben Dorfweber deshalb eine wirkungsvolle Abwehr entwickelt. Sie legen individuelle markierte gefleckte oder gefärbte Eier, die sie leicht von untergeschobenen Eiern unterscheiden können. Der Evolutionsbiologe David Lahti von der University of Massachusetts Amherst untersuchte Brutkolonien auf den Inseln Hispaniola und Mauritius, auf denen Dorfweber in den Jahren 1790 (Hispaniola) und 1886 (Mauritius) vom Menschen eingeführt wurden und die kein Vorkommen von Brutschmarotzern aufweisen, und verglich die Eier mit denen von den Brutkolonien in Gambia und anderen afrikanischen Regionen in Südafrika. Das Resultat war, dass sich bei den Dorfwebern auf beiden Inseln das individuelle Markierungsmuster der Eier zurückentwickelte. Die Eier waren weniger stark gefleckt und gefärbt. Vor allem auf Hispaniola zeigte sich eine stark ausgeprägte Zurückentwicklung der Markierungen, auf Mauritius war die Zurückbildung der Erkennungsmuster bei den Eiern weniger stark ausgeprägt.